# Praia Branca
Praia Branca (dt.: „Weißer Strand“) ist ein Ort im Nordwesten der Insel São Nicolau im atlantischen Inselstaat Kap Verde. Der Ort gehört zur Kommune Tarrafal de São Nicolau. 2010 hatte der Ort 521 Einwohner.

## Geographie
Der Ort liegt ca. 2 km von der Küste entfernt und c. 10 km nordwestlich von Ribeira Brava.
Eine kleine Straße, die von Süden, von Barril kommt, verbindet den Ort mit Ribeira da Prata im Nordosten.
An der Küste recken sich zahlreiche Kaps ins Meer, unter anderem Carberinho, Ponta do Galeao, Ponta do Ferra Braz (mit der Bucht Baia de Angola), sowie Ponta da Aguadinha, Ponta do Morro und Ponta Boca da Ribeira. Nördlich des Ortes liegen die Piscinas Naturais da Praia Branca.
Südöstlich des Ortes erheben sich die Picos da Praia Branca und im Süden erstreckt sich das Wandergebiet Pico Monte Trigo.

## Sehenswürdigkeiten
Das kleine Museum Casa da Morna Sodade erzählt von der Geschichte der Morna.

## Persönlichkeiten
- Armando Zeferino Soares (1920–2007), Sänger